# 神隱任務：永不回頭
是一部於2016年上映的美國動作驚悚片，由愛德華·茲維克執導並與李察·威克、馬歇爾·赫斯高維基共同編劇。本片改編李·查德的2013年小說《永不回頭》，即2012年電影《神隱任務》的續集。
電影主演包括湯姆·克魯斯、蔻碧·史莫德、達妮卡·亞羅許、歐帝斯·哈吉、派翠克·赫辛格和赫特·麥卡藍。正式拍攝2015年10月20日在紐奧良進行；2016年10月21日北美上映。

## 劇情
捣毁人口贩卖集团后，美國陸軍前少校调查员傑克·李奇本打算拜访旧同事苏珊·特纳少校时，却从萨姆·摩根上校处得知特纳被控间谍罪遭逮捕。李奇找到特纳的律师鲍勃·莫尔克罗夫特上校，上校指出证据显示特纳在阿富汗涉嫌谋杀两名士兵，但雷彻坚信特纳被人诬陷。莫尔克罗夫特还透露雷彻的老熟人坎蒂丝·多顿对雷彻提起生父确认诉讼，声称他是15岁女孩萨曼莎·多顿的生父。雷彻尝试匿名接触萨曼莎，但戒心甚重的萨曼莎並不領情。
不久后，莫尔克罗夫特被匿名刺客杀害。李奇被诬陷称谋杀了莫尔克罗夫特，恰好被转送到特纳所在的监狱。李奇挫败前来暗杀特纳的刺客，并偕特纳逃亡。两人進摩根家取得特纳來不及看到的報告，推断出摩根涉入阴谋。李奇让女兵里奇调查一个準軍事組織帕拉安保，两人离去后，李奇从里奇处得知該組織有問題，且摩根也被杀死，證據指向雷彻。
李奇和特纳找到的資料中包含萨曼莎被偷拍的照片，推测其深陷危险。两人趕到萨曼莎家，发现她的养父母遇害，慌不擇路的萨曼莎躲在厨房。李奇和特纳决定护送萨曼莎到特纳的以前讀的私立学校，但聲稱沒手機的萨曼莎突然掏出手机，由於敌人可能追蹤手機訊號得知他们的方位。他们把手机丢掉并迅速撤離，期间萨曼莎从同学的背包中偷了多张信用卡。
李奇、特纳和萨曼莎到新奥尔良寻访特纳被诬陷事件的唯一目击证人丹尼尔·普吕多姆。他们在一处住满瘾君子的破旧仓库中找到他，了解到普吕多姆与準軍事組織帕拉安保有关联，而帕拉安保正试图掩盖谋杀案。李奇接触特纳的好友安东尼·艾斯平上尉，打算将普吕多姆押走，但伏击的刺客将普吕多姆杀害。李奇救出艾斯平时，发现刺客正是帕拉安保的下线。帕拉安保的总裁詹姆斯·哈克尼斯将军之后根据使用信用卡预订客房服务的记录，派猎人捕获萨曼莎。
李奇、特纳和艾斯平根据普吕多姆提供的信息拦截一批进入美国的武器，期间遭遇哈尼克斯及其手下出现指控他们腐败。然而打开板条箱时，艾斯平发现飞行乘客名单中写有武器。特纳再次被捕前，李奇打开其中一枚武器，发现里头装满鸦片。他们了解到，哈尼克斯之所以栽赃特纳，是因为她一直调查他谋杀两名发现他向叛乱分子出售武器，换回毒品走私回美国的士兵的活动。艾斯平和他的手下之后逮捕哈尼克斯，洗脱李奇和特纳的罪名。
猎人及其手下追捕萨曼莎，诱使李奇出面。特纳击毙其中一位刺客，李奇同时在屋顶击倒另一位刺客。猎人抓住萨曼莎，扬言要杀死她，但她逃跑时抢走了猎人的枪。之后李奇将猎人拽进另一个屋顶，但两人在失去行动能力的情况下展开恶斗，最终李奇扭断猎人的胳膊、腿和脖子，把他从屋顶扔下。一切过后，李奇向萨曼莎承认他可能是她的生父。
哈尼克斯被捕后，特纳恢复原职。她回到办公室时受到同事们和艾斯平上尉的欢迎。李奇跟萨曼莎约晚餐，答应萨曼莎常联系，离开时隐约看到曾睡过的萨曼莎生母坎蒂丝。萨曼莎向李奇透露服务过他的服务生就是坎蒂丝，李奇根本不是她的生父，因为两人根本不认识对方。之后李奇和萨曼莎很不情愿地分开。
正准备离开时，在李奇口袋中的手机响铃，他发现萨曼莎离别时将她的手机偷偷放进自己的口袋。李奇微笑着，坐车前往最近的镇子。

## 演員
| 演員                             | 角色                                   |
| 湯姆·克魯斯                      | 傑克·李奇（Jack Reacher）              |
| 蔻碧·史莫德                      | 蘇珊·透娜（Susan Turner）少校          |
| 歐帝斯·哈吉                      | 艾斯平（Captain Anthony Espin）上尉    |
| 派翠克·赫辛格                    | 獵人（The Hunter），聽命於哈克尼斯將軍 |
| 達妮卡·亞羅許                    | 薩曼莎·達頓（Samantha Dutton）         |
| 赫特·麥卡藍                      | 摩根上校（Colonel Sam Morgan）         |
| 奧斯汀·哈伯特 （Austin Hebert）  | 普呂多姆（Daniel Prudhomme）           |
| 羅伯特·克耐普                    | 哈克尼斯將軍（General James Harkness） |
| 羅伯特·卡去尼 （Robert Catrini） | 鮑勃上校（Colonel Bob Moorcroft）      |
| 泰芮·偉柏 （Teri Wyble）         | 普呂多姆太太（Mrs. Prudhomme）         |

## 製作
儘管《神隱任務》原本認為將會發展成一個強檔電影系列，但在最初報導說，續集因在北美的口碑不佳而取消。2013年2月，電影在全球票房總計2億美元以上使得續集有望推出。2013年12月9日，宣布，派拉蒙影業和天空之舞製片公司將負責製作，並會根據2013年的小說《永不回頭》作改編。
2014年5月14日，據報導，湯姆·克魯斯將繼續出演傑克·李奇一角。2015年5月19日，據《Deadline》報導，愛德華·茲維克將執導電影，而劇本則由茲維克、李察·溫克和馬歇爾·赫斯高維基重寫。在此之前，茲維克和赫斯高維基曾在《末代武士》中一起與克魯斯合作。2015年8月14日，蔻碧·史莫德加入劇組飾演女主角。9月15日，達妮卡·亞羅許簽約出演本片。9月17日，歐帝斯·哈吉加入劇組飾演未知角色。9月22日，派翠克·赫辛格加入飾演反派。10月20日，赫特·麥卡藍和奧斯汀·哈伯特簽約參演本片。2016年1月20日，羅伯特·克耐普簽約飾演哈克尼斯將軍，是一名退休將軍和私人軍事公司的CEO。

### 拍攝
正式攝製開始於2015年10月20日在路易斯安那州的紐奧良進行。2015年11月23日，劇組在巴頓魯治取景。2016年1月，又移至聖弗瑞安斯維爾拍攝。

## 發行
2015年9月，派拉蒙排定電影2016年10月21日美國上映。此外，還釋出了官方網頁遊戲《Jack Reacher: Never Stop Punching》來宣傳電影。2017年1月17日，影片数字发行，1月31日以藍光光碟、4K Ultra HD和DVD格式发行。

### 評價
《神隱任務：永不回頭》獲得的評價褒貶不一，但負評多過於好評。爛番茄新鮮度38%，基於176條評論，平均分為5.1/10。而在Metacritic上得到47分，評價好壞各半參雜。根據CinemaScore調查，觀眾的反應於A+至F間落在「B+」。

### 票房
在美國，該片估計於首映週末能從三千五百間戲院中獲得2000萬美元的票房，儘管片商保守估計為1700萬美元。美國首映週末票房僅2300萬美元，位居當週票房排名亞軍。台灣方面，最終全台票房為新台幣1.15億元。中國大陸方面，最終票房為6100万人民币。
| 上一届： 《暗算》 | 2016年香港一週票房冠軍 第42週 | 下一届： 《奇異博士》 |

## 外部連結
- 互联网电影数据库（IMDb）上《神隱任務：永不回頭》的资料（英文）
- AllMovie上《神隱任務：永不回頭》的资料（英文）
- 爛番茄上《神隱任務：永不回頭》的資料（英文）
- Metacritic上《神隱任務：永不回頭》的資料（英文）
- Box Office Mojo上《神隱任務：永不回頭》的資料（英文）
- 開眼電影網上《神隱任務：永不回頭》的資料（繁體中文）
- 时光网上《神隱任務：永不回頭》的資料（简体中文）
- 豆瓣电影上《神隱任務：永不回頭》的資料 （简体中文）